# Hell's Kitchen Italia (prima edizione)
La prima edizione del reality Hell's Kitchen, composta da 8 puntate e 16 episodi, è andata in onda in prima serata su Sky Uno dal 17 aprile al 5 giugno 2014. Dal 13 gennaio al 3 marzo 2015 viene trasmessa in replica anche su Cielo.
Conduttore e giudice della trasmissione è lo chef Carlo Cracco (già giudice di MasterChef Italia). Narratore è Dario Oppido, già voce di 10 edizioni della versione statunitense.
Il vincitore della prima edizione è Matteo Grandi che vince il titolo di Executive Chef per 6 mesi presso il Forte Village Resort, in un ristorante di proprietà di Gordon Ramsay, in Sardegna. La seconda classificata è Sybil Carbone, ristoratrice di Alassio.

## Concorrenti
| Nome                     | Età | Città              | Posizione |
| ------------------------ | --- | ------------------ | --------- |
| Matteo Grandi            | 23  | Soave              | 1º        |
| Sybil Carbone            | 32  | Alassio            | 2º        |
| Carmelo Calabrese        | 29  | Catania            | 3º        |
| Francesca Fogliata       | 19  | Chiari             | 4º        |
| Eugenio "Gene" Bertino   | 37  | Torino             | 5º        |
| Laura De Luca            | 30  | Roma               | 6º        |
| Lorenza Alcantara        | 26  | Parma              | 7º        |
| Gianluca Panigada        | 35  | Milano             | 8º        |
| Pasquale "Lillo" Mantova | 36  | Gressan            | 9º        |
| Tommaso Gaggioli         | 36  | Massa Marittima    | 10º       |
| Andrea Tiradossi         | 24  | Ripa               | 11º       |
| Amelia Mazzola           | 30  | Sorrento           | 12º       |
| Simone Bottazzi          | 23  | Bressana Bottarone | 13º       |
| Sara Di Palma            | 30  | La Spezia          | 14º       |
| Lorena Mabel Palumbo     | 32  | Vigevano           | 15º       |
| Barbara Marie Borasio    | 26  | Roma               | 16º       |
| Rosario Stumpo           | 34  | Milano             | 17º       |

### Tabella delle eliminazioni
|    |         |         |         |         |          |           |           | Squadre originali | Squadre originali | Squadre originali | Primo cambio | Primo cambio | Con Tommaso | Con Tommaso | Con Tommaso | Secondo cambio | Terzo cambio | Terzo cambio | Terzo cambio | Individuale | Individuale | Individuale | Finale    |
| N. | Chef    | Chef    | Chef    | Chef    | Chef     | Chef      | Chef      | 101               | 102               | 103               | 104          | 105          | 106         | 107         | 108         | 109            | 110          | 111          | 112          | 113         | 114         | 115         | 116       |
| -- | ------- | ------- | ------- | ------- | -------- | --------- | --------- | ----------------- | ----------------- | ----------------- | ------------ | ------------ | ----------- | ----------- | ----------- | -------------- | ------------ | ------------ | ------------ | ----------- | ----------- | ----------- | --------- |
| 1  |         |         |         |         |          |           | Matteo    | SALVO             | PERD              | VINC              | MIGL         | PERD         | PERD        | NOM         | PERD        | PERD           | PERD         | VINC         | VINC         | SALVO       | SALVO       | SALVO       | VINCITORE |
| 2  |         |         |         |         |          |           | Sybil     | SALVA             | PERD              | NOM               | VINC         | NOM          | VINC        | VINC        | VINC        | PERD           | MIGL         | VINC         | VINC         | SALVA       | SALVA       | SALVA       | SECONDA   |
| 3  |         |         |         |         |          | Carmelo   | Carmelo   | SALVO             | PERD              | VINC              | VINC         | PERD         | VINC        | VINC        | VINC        | NOM            | PERD         | VINC         | VINC         | SALVO       | SALVO       | SALVO       | TERZO     |
| 4  |         |         |         |         |          | Francesca | Francesca | SALVA             | PERD              | PERD              | VINC         | PERD         | VINC        | VINC        | VINC        | PERD           | NOM          | PERD         | PERD         | SALVA       | NOM         | ELIM        |           |
| 5  |         |         |         |         |          | Gene      | Gene      | SALVO             | NOM               | VINC              | PERD         | NOM          | PERD        | MIGL        | NOM         | NOM            | MIGL         | NOM          | NOM          | SALVO       | ELIM        |             |           |
| 6  |         |         |         |         | Laura    | Laura     | Laura     | SALVA             | PERD              | PERD              | VINC         | PERD         | VINC        | VINC        | VINC        | PERD           | PERD         | NOM          | ELIM         |             |             |             |           |
| 7  |         |         |         |         | Lorenza  | Lorenza   | Lorenza   | SALVA             | PERD              | PERD              | VINC         | MIGL         | VINC        | VINC        | VINC        | PERD           | PERD         | ELIM         |              |             |             |             |           |
| 8  |         |         |         |         | Gianluca | Gianluca  | Gianluca  | SALVO             | PERD              | VINC              | NOM          | PERD         | NOM         | PERD        | PERD        | PERD           | ELIM         |              |              |             |             |             |           |
| 9  |         |         | Lillo   | Lillo   | Lillo    | Lillo     | Lillo     | SALVO             | PERD              | VINC              | PERD         | MIGL         | PERD        | PERD        | ELIM        |                |              |              |              |             |             |             |           |
| 10 |         |         | Tommaso | Tommaso | Tommaso  | Tommaso   | Tommaso   | Non in gara       | Non in gara       | Non in gara       | Non in gara  | Non in gara  | IMM         | ELIM        |             |                |              |              |              |             |             |             |           |
| 11 |         |         | Andrea  | Andrea  | Andrea   | Andrea    | Andrea    | SALVO             | NOM               | VINC              | PERD         | NOM          | ELIM        |             |             |                |              |              |              |             |             |             |           |
| 12 |         | Amelia  | Amelia  | Amelia  | Amelia   | Amelia    | Amelia    | NOM               | NOM               | NOM               | VINC         | ELIM         |             |             |             |                |              |              |              |             |             |             |           |
| 13 |         | Simone  | Simone  | Simone  | Simone   | Simone    | Simone    | NOM               | PERD              | VINC              | ELIM         |              |             |             |             |                |              |              |              |             |             |             |           |
| 14 | Sara    | Sara    | Sara    | Sara    | Sara     | Sara      | Sara      | SALVA             | PERD              | ELIM              |              |              |             |             |             |                |              |              |              |             |             |             |           |
| 15 | Lorena  | Lorena  | Lorena  | Lorena  | Lorena   | Lorena    | Lorena    | SALVA             | ELIM              |                   |              |              |             |             |             |                |              |              |              |             |             |             |           |
| 16 | Barbara | Barbara | Barbara | Barbara | Barbara  | Barbara   | Barbara   | ELIM              |                   |                   |              |              |             |             |             |                |              |              |              |             |             |             |           |
| 17 | Rosario | Rosario | Rosario | Rosario | Rosario  | Rosario   | Rosario   | ELIM              |                   |                   |              |              |             |             |             |                |              |              |              |             |             |             |           |

     Concorrente eliminato
     Concorrente eliminato dopo nomination di Chef Cracco
     Concorrente eliminato senza essere nominato
     Concorrente eliminato dopo una sfida, non dopo il servizio
     Concorrente eliminato da Cracco durante il servizio
     Concorrente immune dall'eliminazione
     Concorrente nominato e salvo
     Concorrente nominato da Cracco e salvo
     Concorrente migliore della squadra nel servizio
     Concorrente vincitore della competizione
     Concorrente secondo finalista della competizione

## Puntate

### Dettaglio delle puntate

#### Prima puntata

##### Episodio 1
Data: Giovedì 17 aprile 2014
Partecipanti: Amelia, Andrea, Barbara, Carmelo, Francesca, Gene, Gianluca, Laura, Lillo, Lorena, Lorenza, Matteo, Rosario, Sara, Simone, Sybil.
- Prima prova: I concorrenti hanno 30 minuti per cucinare il loro piatto forte (si salvano Andrea, Carmelo, Francesca, Gene, Gianluca, Laura, Lillo, Lorena, Lorenza, Matteo, Sara e Sybil)
- Seconda prova: Rifare un piatto precedentemente cucinato da Cracco (Rognone con ricci di mare) mentre loro erano bendati.
  - Eliminati: Rosario e Barbara.

I concorrenti alloggiano nel loft di Hell's Kitchen e hanno una notte intera per studiare il menu che serviranno la sera successiva. Durante la notte i concorrenti vengono svegliati continuamente da una sirena e su un televisore assistono alle lezioni di cucina dello Chef Cracco. Alle 8:00 i concorrenti scendono nelle cucine e Cracco mostra loro come tagliare la carne per fare il filetto alla Rossini.

##### Episodio 2
Partecipanti: Amelia, Andrea, Carmelo, Francesca, Gene, Gianluca, Laura, Lillo, Lorena, Lorenza, Matteo, Sara, Simone, Sybil. Le donne compongono la squadra rossa, gli uomini la squadra blu.
- Prima prova: I concorrenti hanno 20 minuti di tempo per cucinare singolarmente il filetto alla Rossini. Vince la squadra blu per 4-3. La squadra rossa, che ha perso la sfida, deve tagliare 14 carré di vitello e deve servire tè e biscotti alla squadra vincitrice nel loft di Hell's Kitchen.
- Ristorante di Hell's Kitchen: Antipasti: Noci di capesante con olive fresche, mandorle e taccole - Carpaccio di manzo con lamponi e soncino - Uovo in camicia di curcuma con spaghetti di zucchine e topinambur.
Primi piatti: Maccheroni alla Norma - Risotto al salto - Spaghetti con pomodoro e colatura di alici.
Secondi piatti: Filetto alla Rossini con spinaci - Portafoglio di salmone con salsa al vino rosso, scarola, pinoli e uvetta - Calamaro ripieno alla toscana con salsa di cavolo nero.
Dessert: Zuppa inglese - Cassata alla siciliana.

Il servizio non va bene e Cracco è costretto a chiudere anticipatamente prima la cucina blu e poi la cucina rossa. I concorrenti vengono mandati nel loft e hanno 30 minuti di tempo per decidere i loro nominati per l'eliminazione. La squadra rossa nomina Lorena e Amelia, la squadra blu Andrea e Gene. 
- Eliminata: Lorena.

#### Seconda puntata
Data: Giovedì 24 aprile 2014

##### Episodio 3
Partecipanti: Amelia, Andrea, Carmelo, Francesca, Gene, Gianluca, Laura, Lillo, Lorenza, Matteo, Sara, Simone, Sybil. Le donne compongono la squadra rossa, gli uomini la squadra blu.
- Prima prova: Le due squadre si affrontano in una sfida diretta sull'assaggio: i due concorrenti, bendati e dotati di cuffie, devono individuare quattro diversi alimenti solo assaggiandoli; vince la squadra che indovina il maggior numero di alimenti. La prova termina in parità, quindi vi è uno spareggio fra i concorrenti più forti delle due squadre (Lorenza e Gianluca) che determina la vittoria dei rossi. Per punizione, la squadra blu deve pulire 90 kg di pesce per il servizio, mentre la squadra rossa si gode alcune ore in un centro benessere.
- Ristorante di Hell's Kitchen: La squadra rossa ha diversi problemi durante il servizio: per via di un errore commesso da Sara durante la preparazione, né Sybil né Lorenza riescono a servire il risotto al salto; inoltre la salsa per i calamari viene bruciata dalle ragazze e, non riuscendo a trovare il responsabile, lo Chef Cracco decide di chiudere la cucina rossa. La squadra blu invece riesce a completare il servizio e si occupa con successo anche dei tavoli della squadra rossa, pertanto viene decretata squadra vincitrice. Le donne devono nominare due componenti del gruppo e la scelta ricade su Sybil e Amelia; Cracco tuttavia decide di nominare Sara al posto di Amelia.
- Eliminata: Sara.

##### Episodio 4
Partecipanti: Amelia, Andrea, Carmelo, Francesca, Gene, Gianluca, Laura, Lillo, Lorenza, Matteo, Simone, Sybil. Lo chef Cracco decide di riequilibrare il numero di componenti delle due squadre e fa passare Carmelo nella squadra delle donne.
- Prima prova: Le due squadre affrontano una prova in esterna che ha luogo in una fattoria: i concorrenti devono condurre nelle stalle alcuni animali, ad ognuno dei quali corrisponde un ingrediente; alla fine le due squadre devono preparare un piatto con gli ingredienti conquistati e Cracco determina la squadra vincitrice. I blu propongono dei ravioli di zucca con pancetta, i rossi propongono un filetto di cervo; la squadra rossa vince la sfida e come ricompensa ottiene una serata alla Terrazza Trussardi di Milano in compagnia dello chef Cracco.
- Ristorante di Hell's Kitchen: Entrambe le squadre hanno alcuni problemi durante il servizio: nella squadra rossa Carmelo viene rimproverato da Cracco per aver cercato di nascondere delle capesante bruciate, inoltre Amelia ha molte difficoltà nel rapportarsi con i compagni. Nella squadra blu Simone viene accusato dallo chef di girovagare per la cucina senza fare nulla, inoltre sbaglia più volte la cottura del salmone; Gene viene punito per aver fatto cadere un tovagliolo di carta nel bollitore e alla fine Cracco decide di chiudere la cucina blu. I rossi invece completano il servizio e vincono la sfida. Matteo viene scelto dallo chef come "migliore dei perdenti" e ha il compito di nominare due persone; Matteo decide di consultarsi con tutta la squadra e nomina Gianluca e Simone.
- Eliminato: Simone.

#### Terza puntata
Data: Giovedì 1º maggio 2014

##### Episodio 5
Partecipanti: Amelia, Andrea, Carmelo, Francesca, Gene, Gianluca, Laura, Lillo, Lorenza, Matteo, Sybil.
- Prima prova: Le due squadre sono protagoniste di un'asta nella quale sono in palio alcuni ingredienti; per aggiudicarsi gli alimenti, ogni team ha a disposizione un budget di 4000 hells, una valuta fittizia con su stampata l'effigie di Cracco. Al termine dell'asta, lo chef Cracco annuncia che con gli ingredienti comprati bisogna preparare tre piatti vegetariani in quarantacinque minuti; per la valutazione, le due squadre nominano un portavoce (Gianluca per i blu e Lorenza per i rossi) che ha il compito di presentare allo chef i tre piatti in ordine crescente dal meno riuscito al più riuscito. La sfida viene vinta dalla squadra rossa, che ottiene come ricompensa una lezione dello chef sulla preparazione di un piatto vegetariano che verrà incluso nel servizio. I blu invece, come punizione, devono stirare tutte le tovaglie e i tovaglioli del ristorante.
- Ristorante di Hell's Kitchen: Nonostante alcuni problemi durante il servizio (alcuni cuochi di entrambe le squadre vengono puniti dallo chef che li sospende temporaneamente dalla cucina per mandarli a pulire cipolle in dispensa), tutti e due i team riescono a portare a termine il servizio. Essendoci quindi una situazione di parità, lo chef nomina i due elementi migliori delle squadre (Lillo per i blu e Lorenza per i rossi) e assegna loro il compito di nominare due compagni a testa in vista dell'eliminazione. Lorenza sceglie di nominare Amelia e Sybil, mentre Lillo nomina Andrea e Gene.
- Eliminata: Amelia.

##### Episodio 6
Partecipanti: Andrea, Carmelo, Francesca, Gene, Gianluca, Laura, Lillo, Lorenza, Matteo, Sybil.
- Prima prova: Per la prova in esterna, le squadre vengono condotti in un bosco all'interno del quale sono nascosti alcuni ingredienti. Seguendo due percorsi stabiliti, i concorrenti devono raccogliere tutti gli ingredienti che riescono a trovare e poi utilizzarli per preparare un piatto di carne alla griglia. La squadra vincitrice ha come ricompensa un pomeriggio in un centro benessere e inoltre ha diritto all'ingresso di un nuovo membro: Tommaso per i blu ed Erica per i rossi. La prova viene vinta dai blu e Tommaso entra ufficialmente a far parte di Hell's Kitchen.
- Ristorante di Hell's Kitchen: Il servizio è molto difficile per entrambe le squadre: fra i rossi ci sono alcuni problemi per Sybil e Carmelo, la prima accusata da Cracco di essere troppo individualista e il secondo ritenuto troppo distratto durante la serata; nella squadra blu Tommaso rallenta molto la squadra e lo chef incarica Gene di seguire il nuovo elemento, tuttavia il servizio viene definitivamente interrotto quando un cliente rimanda indietro un piatto di funghi contenente un verme. La squadra rossa completa il servizio e viene proclamata vincitrice, mentre i blu devono nominare due persone a eccezione di Tommaso: la scelta ricade su Andrea e Gianluca.
- Eliminato: Andrea.

#### Quarta puntata
Data: Giovedì 8 maggio 2014

##### Episodio 7
Partecipanti: Carmelo, Francesca, Gene, Gianluca, Laura, Lillo, Lorenza, Matteo, Sybil, Tommaso.
- Prima prova: Lo chef Cracco comunica alle squadre che il ristorante aprirà eccezionalmente anche a pranzo e la prova sarà proprio gestire il servizio. I clienti sono un gruppo di bambini e il menu è fatto apposta per loro (pasta al pomodoro, hamburger e patatine fritte, profiteroles) e la squadra vincitrice sarà quella che riuscirà a concludere per prima il servizio. Nonostante un iniziale vantaggio dei blu, la squadra rossa si aggiudica la vittoria e viene ricompensata con un pomeriggio all'interno di un parco acquatico, mentre i perdenti sono costretti a ripulire la sala e le cucine.
- Ristorante di Hell's Kitchen: Per il servizio serale, alle squadre viene aggiunto un nuovo compito: un elemento per ogni team si dedicherà esclusivamente alla preparazione del filetto al pepe verde, da cucinare direttamente davanti ai tavoli; per la squadra blu il compito tocca a Matteo, per la squadra rossa invece a Laura. In cucina intanto, entrambe le squadre hanno alcuni problemi ma quelli più gravi sono all'interno della squadra blu, che perde il servizio. Cracco decreta Gene il migliore dei perdenti e gli chiede di fare due nomi per l'eliminazione. Gene sceglie quindi Tommaso e Matteo.
- Eliminato: Tommaso.

##### Episodio 8
Partecipanti: Carmelo, Francesca, Gene, Gianluca, Laura, Lillo, Lorenza, Matteo, Sybil.
- Prima prova: Le due squadre ottengono dallo chef Cracco il potere di creare un proprio menu da proporre ai clienti con gli ingredienti presenti in dispensa. Nel frattempo però le squadre si affrontano in esterna: all'interno di un grande ipermercato ogni concorrente deve scegliere casualmente due bandierine che raffigurano gli stemmi delle varie regioni italiane; ad ogni bandierina sono associati degli ingredienti tipici della regione, che devono essere usati per ideare un piatto che racchiuda elementi di entrambe le regioni. Lo chef passa quindi a decidere quali siano le quattro idee migliori e sceglie Sybil e Laura per i rossi e Gene e Matteo per i blu. I quattro cuochi preparano i piatti nelle cucine dell'ipermercato ma devono presentare allo chef un solo piatto per squadra: i rossi scelgono quello di Sybil e i blu quello di Matteo. Il piatto di quest'ultimo si aggiudica la sfida e i blu vincono un pomeriggio alla scoperta dei migliori vini italiani; i rossi invece sono obbligati a preparare tutto il pane che verrà servito agli ospiti durante il servizio.
- Ristorante di Hell's Kitchen: Lo chef Cracco evidenzia molti problemi all'interno dei menu creati dai concorrenti: per i rossi ci sono problemi con i filetti di Lorenza e le tartare di Sybil, mentre i blu hanno problemi con gli gnocchi di Lillo e le uova di Matteo. La sfida viene vinta dai rossi e i blu sono costretti a nominare due elementi: vengono scelti Lillo (per i problemi emersi durante il servizio) e Gene (i cui comportamenti sono giudicati ambigui dai compagni).
- Eliminato: Lillo.

#### Quinta puntata
Data: Giovedì 15 maggio 2014

##### Episodio 9
Partecipanti: Carmelo, Francesca, Gene, Gianluca, Laura, Lorenza, Matteo, Sybil.
- Prima prova: Essendoci una situazione di sbilanciamento numerico degli elementi all'interno delle due squadre, Cracco dà ai rossi il compito di nominare una persona che passerà nei blu. Sybil si propone per lo scambio, per via delle divergenze caratteriali con Carmelo e quindi diviene un elemento della squadra blu. Per la prima sfida, i due team si scontrano in una prova di velocità: un concorrente per ogni squadra si deve lanciare in una vasca piena di ghiaccio e cercare un'etichetta con il nome di un ingrediente; il più veloce si aggiudica l'ingrediente scelto e può imporre allo sfidante sconfitto un ingrediente ostico fra quelli proposti da Cracco. Alla fine i concorrenti devono utilizzare l'ingrediente per creare un piatto a testa e hanno un tempo variabile per farlo (40 minuti, 30 minuti, 20 minuti, 10 minuti): per i rossi Sybil prepara un piatto con le orecchie di maiale in 40 minuti, Francesca una suprema di fagiano in 30 minuti, Laura l'ano di gallina in 20 minuti e Lorenza il cuore di vitello in 10 minuti; per i blu Carmelo prepara un piatto con il piccione in 40 minuti, Matteo un piatto con il lampredotto in 30 minuti, Gene un piatto con i testicoli di toro in 20 minuti e Gianluca un piatto con il filetto di tonno in 10 minuti. I blu si aggiudicano la sfida per 3-2 e ottengono una ricompensa importante: per il servizio infatti le squadre devono preparare dei cibi thailandesi per una clientela originaria della Thailandia e i blu possono assistere ad una lezione tenuta dal famoso chef Chumpol (che sovrintenderà il servizio). I rossi invece possono solo ascoltare le indicazioni dello chef mentre sono bendati.
- Ristorante di Hell's Kitchen: Nonostante alcuni imprevisti, entrambe le squadre riescono a portare a termine il servizio con successo. Non essendoci una squadra perdente, quindi, lo chef Cracco chiede a entrambe di fornirgli un nome per l'eliminazione. I blu nominano Gene, su proposta dello stesso, mentre i rossi non riescono a trovare un accordo e Carmelo si autocandida al momento per sfidare direttamente Gene. Lo chef Cracco però decide di non eliminare nessuno e ordina invece a Gene e Carmelo di scambiarsi le giacche e di passare dunque nella squadra avversaria.
- Eliminato: Nessuno.

##### Episodio 10
Partecipanti: Carmelo, Francesca, Gene, Gianluca, Laura, Lorenza, Matteo, Sybil.
- Prima prova: Le due squadre si trovano da Peck a Milano: ogni concorrente deve scegliere un sacchetto a sorpresa, contenente un ingrediente molto pregiato; le squadre devono preparare un piatto utilizzando gli ingredienti scelti, ma una volta effettuata la scelta il concorrente può decidere se accettare l'ingrediente oppure pescare da una cassetta un bigliettino con su scritta una tipologia di ingrediente da reperire all'interno del negozio. Per ogni squadra possono cucinare solo due elementi scelti da Cracco: Francesca e Lorenza per i rossi, Gianluca e Carmelo per i blu. La sfida viene vinta dai blu che ottengono come ricompensa un pomeriggio in una pista per go-kart insieme allo chef Cracco. I rossi invece devono aiutare il macellaio di Peck a preparare le carni.
- Ristorante di Hell's Kitchen: Per il servizio ci sono delle nuove sfide: alcuni dei piatti devono essere preparati sul momento, senza poterli anticipare prima dell'apertura; inoltre ogni squadra deve servire un tavolo speciale: per i rossi Gene si deve occupare di Fabio Caressa e di suo fratello, mentre per i blu Carmelo deve servire Beppe Bergomi e la sua famiglia. Entrambe le squadre hanno molti problemi durante la serata e Cracco, per non chiudere il ristorante, chiede ai sous-chef Entiana e Omar di aiutare i team a concludere il servizio. Al termine della serata, Cracco sceglie Sybil e Gene come migliori e chiede loro di fare un solo nome per l'eliminazione. Gene nomina sé stesso ma Cracco lo obbliga a fare un altro nome e lui sceglie Francesca, mentre Sybil nomina Gianluca.
- Eliminato: Gianluca.

#### Sesta puntata
Data: Giovedì 22 maggio 2014

##### Episodio 11
Partecipanti: Carmelo, Francesca, Gene, Laura, Lorenza, Matteo, Sybil.
- Prima prova:
- Ristorante di Hell's Kitchen: Il servizio per i rossi é altamente problematico e Gene, autoproclamato leader della squadra ordina a Lorenza di mettere delle taccole nel bollitore dove Laura stava cuocendo la pasta.I blu vincono e i rossi nominano Gene e Lorenza ma Cracco nomina Laura al posto di Gene
- Eliminata: Lorenza.

##### Episodio 12
Partecipanti: Carmelo, Francesca, Gene, Laura, Matteo, Sybil.
- Prima prova: Il loft di hell's kitchen é invaso dai paparazzi, come prova esterna si recano in una mostra fotografica dove devono disegnare e creare un piatto, nonostante uno svantaggio da parte di Francesca che deve ricrearlo la prova la vince al ballottaggio con Carmelo i vincitori vengono intervistati mentre i perdenti devono ripulire il loft e preparare un aperitivo per i vincitori
- Ristorante di Hell's Kitchen: Il servizio è molto difficile Laura e Gene sono ai ferri corti per la storia delle taccole di Lorenza, mentre tra i blu Sybil va nel panico ma prontamente calmata da Cracco, Gene rigira la frittata a suo piacimento con un giudizio. I blu vincono e le nomination sono Gene e Laura
- Eliminata: Laura.

#### Settima puntata
Data: Giovedì 29 maggio 2014

##### Episodio 13
Partecipanti: Carmelo, Francesca, Gene, Matteo, Sybil.
- Prima prova:
- Ristorante di Hell's Kitchen:
- Eliminato: Nessuno.

##### Episodio 14
Partecipanti: Carmelo, Francesca, Gene, Matteo, Sybil.
- Prima prova: Dopo che Gene è stato ricoverato, ma non viene eliminato nessuno, chef Cracco da un questionario ai concorrenti che sarà di fondamentale importanza per la prova, infatti il giorno dopo per un'esterna vengono portati al ristorante Sironi dove vengono scelti da delle modelle, ad eccezione di Francesca che dovrà pulire tutte le pentole del ristorante. La sfida è vinta da Sybil e può passare con un concorrente un pomeriggio al ristorante Sironi ma Sybil sceglie di portare con sé la modella
- Ristorante di Hell's Kitchen: Cracco informa i concorrenti della presenza di un ospite misterioso il suo primo maestro, Sybil suppone Gualtieri Marchesi. Durante il servizio nascono le prime scintille tra Sybil e Gene, dopo aver bruciato questi l'ennesima capesanta abbandona, ma viene richiamato dallo chef che lo fa ritornare in cucina infine l'ospite non é altro che Cracco senior, le due nomination sono Gene e Francesca
- Eliminato: Gene.

#### Ottava puntata
Data: Giovedì 5 giugno 2014

##### Episodio 15
Partecipanti: Carmelo, Francesca, Matteo, Sybil.
- Prima prova:
- Ristorante di Hell's Kitchen: per il servizio viene chiamato lo chef Barbieri come sabotatore della brigata, Cracco inoltre comunica che metterà alla prova le loro qualità di leader.Sybil è la migliore, Francesca non eccelle. Alla fine completano il servizio. In semifinale ci vanno Sybil, Matteo e Carmelo
- Eliminata: Francesca.

##### Episodio 16
Partecipanti: Matteo, Sybil, Carmelo.
- Prima prova:
- Eliminato: Carmelo.

Finalisti: Matteo, Sybil.
- Ristorante di Hell's Kitchen:
- Vincitore:  Matteo.

## Ascolti
| Puntata | Episodio | Sky Uno        | Sky Uno        | Sky Uno |
| Puntata | Episodio | Messa in onda  | Telespettatori | Share   |
| ------- | -------- | -------------- | -------------- | ------- |
| 1       | 1        | 17 aprile 2014 | 709.466        | 2,32%   |
| 1       | 2        | 17 aprile 2014 | 663.780        | 2,43%   |
| 2       | 3        | 24 aprile 2014 | 317.609        |         |
| 2       | 4        | 24 aprile 2014 | 368.901        |         |
| 3       | 5        | 1º maggio 2014 | 444.119        |         |
| 3       | 6        | 1º maggio 2014 | 439.637        |         |
| 4       | 7        | 8 maggio 2014  | 449.648        |         |
| 4       | 8        | 8 maggio 2014  | 431.845        |         |
| 5       | 9        | 15 maggio 2014 | 524.878        |         |
| 5       | 10       | 15 maggio 2014 | 514.030        |         |
| 6       | 11       | 22 maggio 2014 | 428.984        |         |
| 6       | 12       | 22 maggio 2014 | 413.780        |         |
| 7       | 13       | 29 maggio 2014 | 559.315        |         |
| 7       | 14       | 29 maggio 2014 | 556.008        |         |
| 8       | 15       | 5 giugno 2014  | 617.715        |         |
| 8       | 16       | 5 giugno 2014  | 508.375        |         |